# アショア

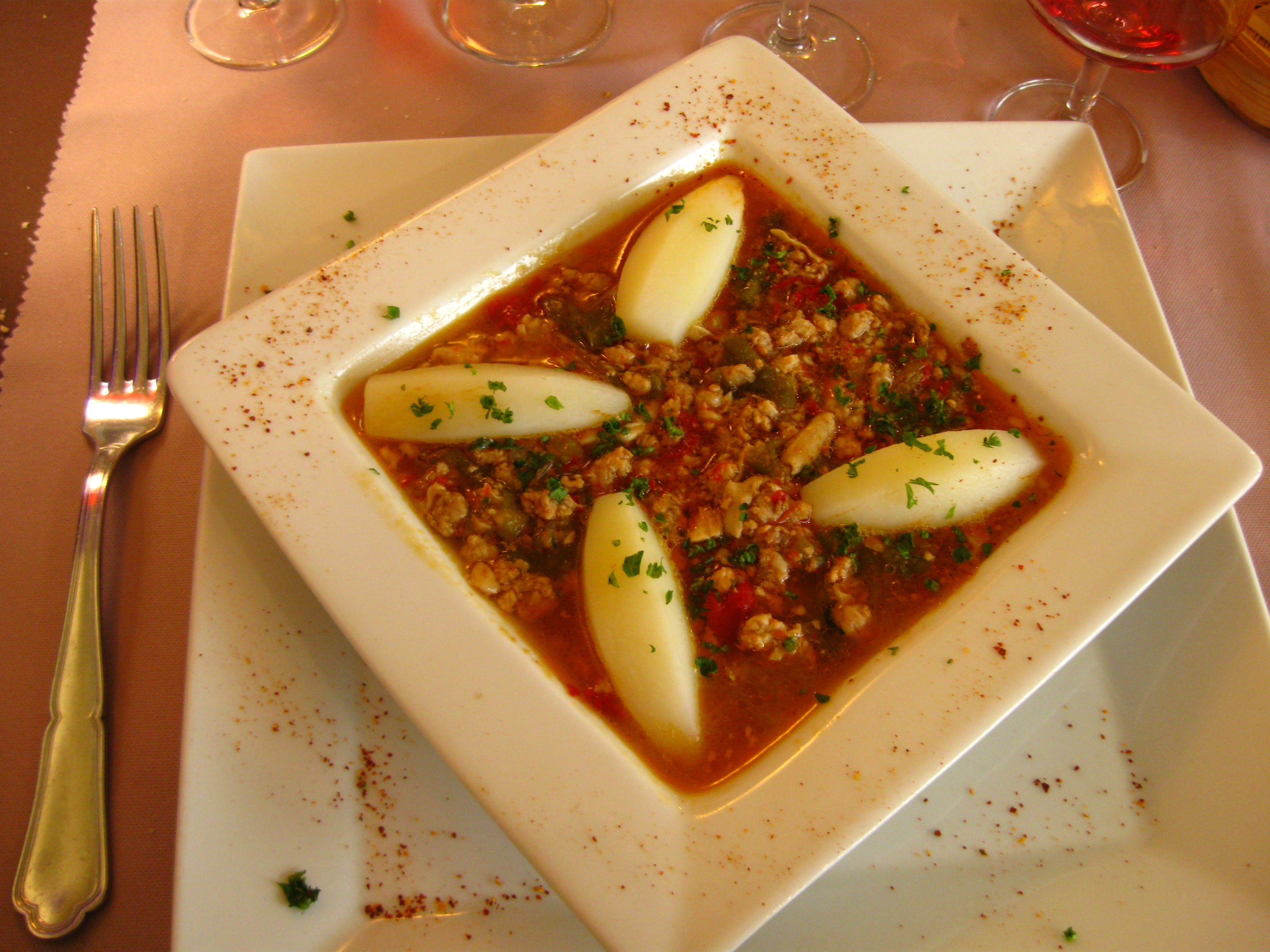
アショア

アショア（バスク語:axoa）はフランス領バスクラブール地方の伝統的な家庭料理。アショアとはバスク語で「細かく刻んだもの」を意味する。
牛肉もしくは羊肉のひき肉に、細かく刻んだタマネギ、赤や緑のピーマン、ニンニク、エスプレットなどを混ぜて炒めたのち、白ワインとローリエを加え、塩、胡椒をして煮込む。
仔牛肉を使ったものは特にアショア・ド・ヴォー（axoa de veau, 「仔牛肉のアショア」）と呼ばれる。祭りや親戚が集まったときなど、特別な日の料理として供され、ジャガイモやコメを添えて食べる。